# Rogier Verbeek

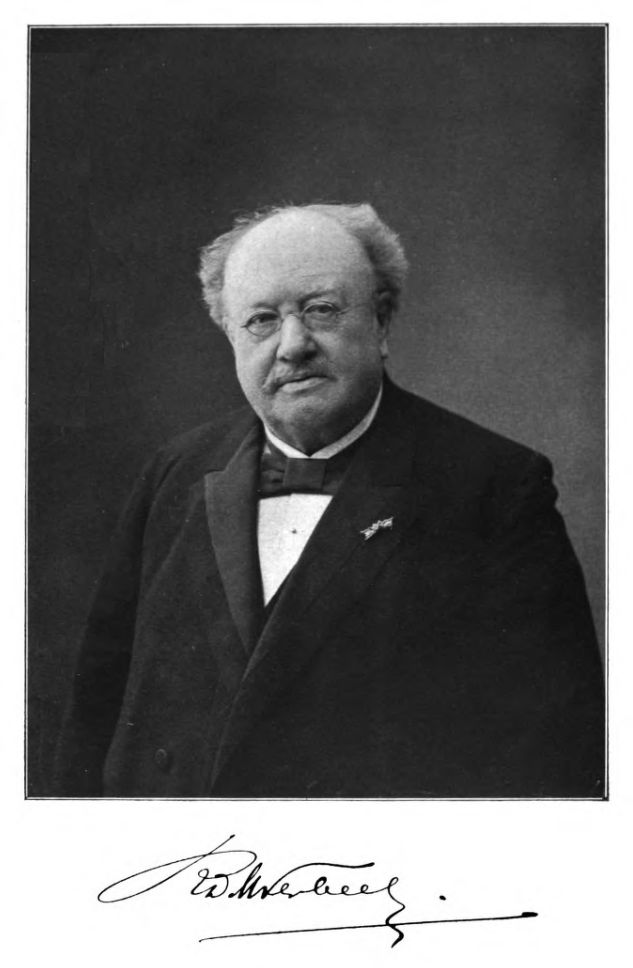
Rogier Verbeek

Rogier Diederik Marius Verbeek (* 7. April 1845 in Doorn (Utrechtse Heuvelrug); † 9. April 1926 in Den Haag) war ein niederländischer Geologe und Paläontologe.

## Leben
Verbeek studierte 1861–1865 an der Königlichen Akademie zu Delft, die 1864 zur Polytechnischen Schule umgewandelt wurde, und 1865–66 an der Bergakademie Freiberg in Sachsen. 1866 wurde er an der TH Delft promoviert. Er lebte als leitender Bergbauingenieur von Niederländisch Indonesien in Buitenzorg auf Java und untersuchte die Insel Krakatau vor dem Ausbruch 1883. In den folgenden Jahren erstellte er im Auftrag des niederländischen Gouverneurs einen Bericht über den Ausbruch, dessen Augenzeuge er war. Das Buch machte ihn bekannt.
1885 wurde er Mitglied der Leopoldina. 1909 wurde er Ehrendoktor der TU Delft. Er war Ehrenmitglied der Koninklijk Nederlands Geologisch Mijnbouwkundig Genootschap und Mitglied der Maatschappij der Nederlandsche Letterkunde. 1925 wurde Rogier Verbeek Ehrenmitglied der Leopoldina.
Er kartierte geologisch unter anderem auf Sumatra und den Molukken und sammelte Fossilien auf Java. Er forschte auch in Borneo.

## Schriften
- Krakatau. Batavia 1886; archive.org.
- Topographische en geologische Beschrijving van een Deel van Sumatra’s Westkust. Batavia 1883.
- mit R. Fennema: Geologische beschrijving van Java en Madoera. Amsterdam 1896.
- De eilanden Alor en Pantar, residentie Timor en onderhoorigheden. Amsterdam 1914.
- De vulkanische erupties in Oost-Java in het laatst der 16de eeuw. In: Verhandelingen van het Genootschap, 1925.
- mit anderen: Die Fossilien von Java auf Grund einer Sammlung von Dr. R.D.M. Verbeek und von anderen. Brill 1909.